# Chisocheton ruber
Chisocheton ruber är en tvåhjärtbladig växtart som beskrevs av Henry Nicholas Ridley. Chisocheton ruber ingår i släktet Chisocheton och familjen Meliaceae. Inga underarter finns listade i Catalogue of Life.